# Saint-Marcel-Bel-Accueil
Saint-Marcel-Bel-Accueil is een gemeente in het Franse departement Isère (regio Auvergne-Rhône-Alpes). De plaats maakt deel uit van het arrondissement La Tour-du-Pin. Saint-Marcel-Bel-Accueil telde op 1 januari 2022 1.507 inwoners. 

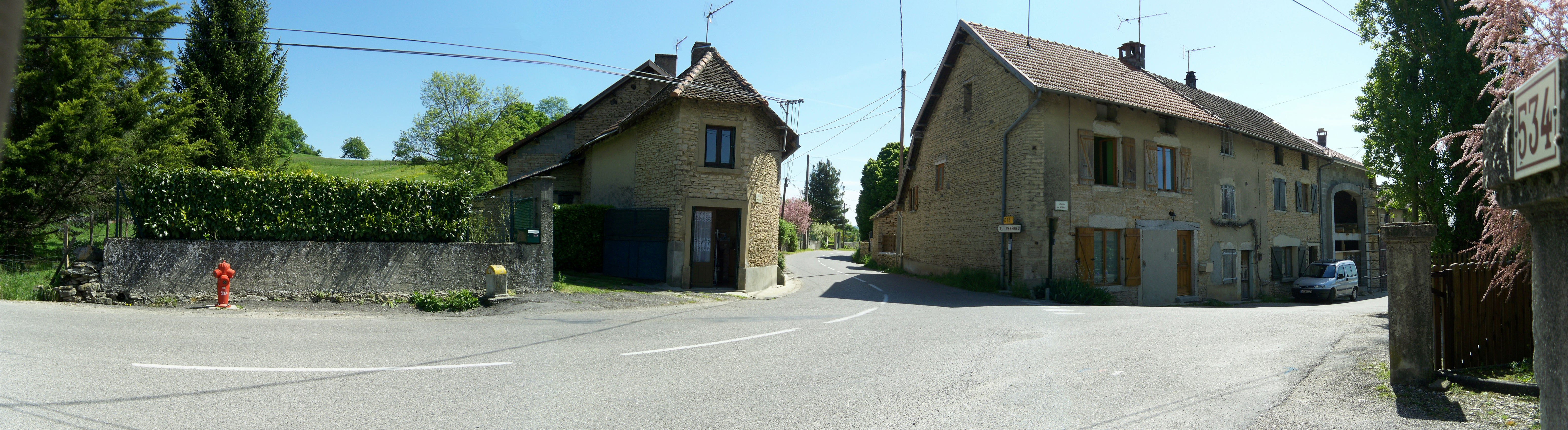
Chevalière en Vernay
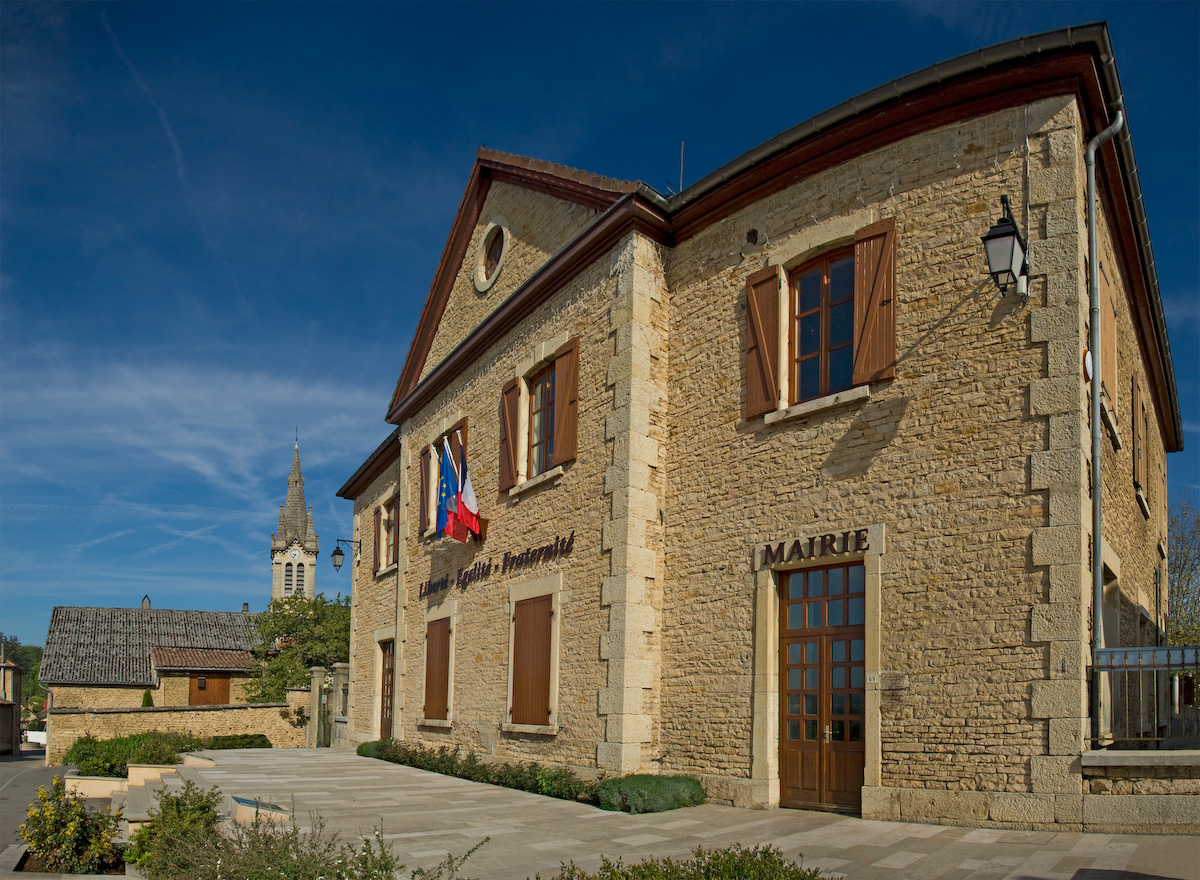
Gemeentehuis
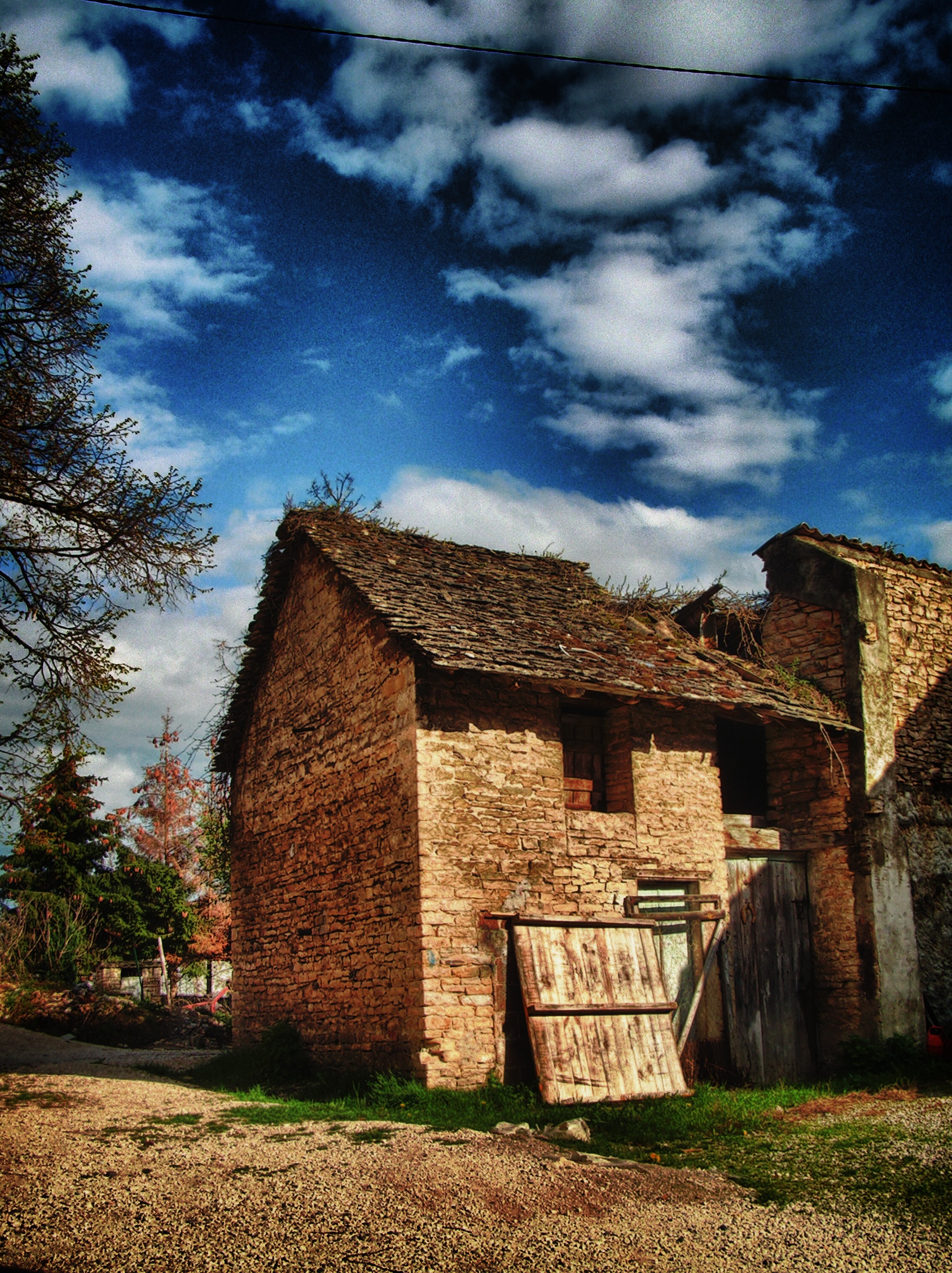
Saint-Marcel-Bel-Accueil

## Geografie
De oppervlakte van Saint-Marcel-Bel-Accueil bedroeg op 1 januari 2022 18,23 vierkante kilometer; de bevolkingsdichtheid was toen 82,7 inwoners per km².

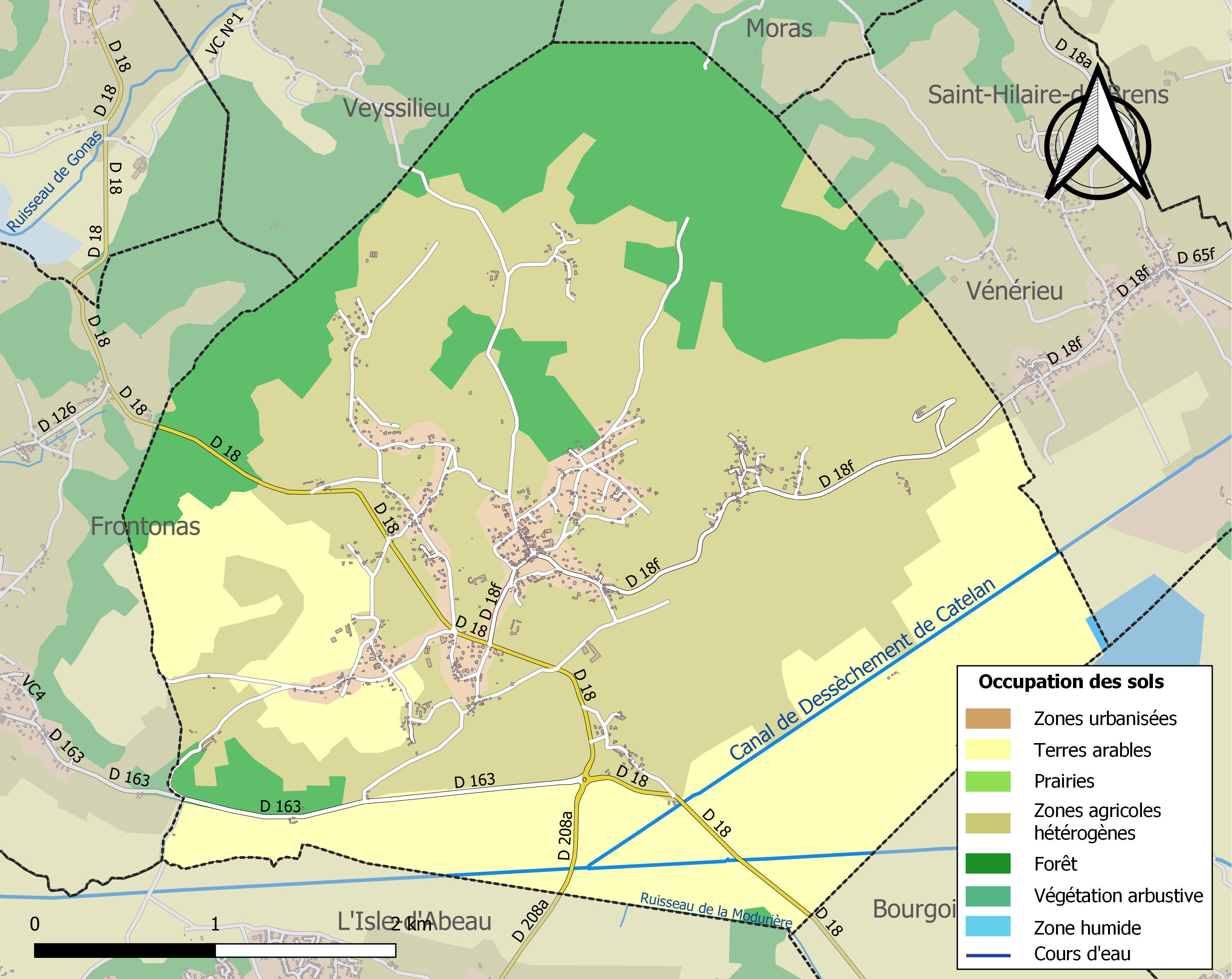
Kaart van de gemeente met de belangrijkste infrastructuur, bodemgebruik en omliggende gemeenten

## Demografie
Onderstaande figuur toont het verloop van het inwonertal (bron: INSEE-tellingen).